# Eutryblidiella hysterina
Eutryblidiella hysterina är en svampart som först beskrevs av Léon Dufour, och fick sitt nu gällande namn av Franz Petrak 1959. Eutryblidiella hysterina ingår i släktet Eutryblidiella och familjen Patellariaceae.   Inga underarter finns listade i Catalogue of Life.